# Anolis scriptus
Anolis scriptus este o specie de șopârle din genul Anolis, familia Polychrotidae, descrisă de Garman 1887.

## Subspecii
Această specie cuprinde următoarele subspecii:
- A. s. scriptus
- A. s. leucophaeus
- A. s. mariguanae
- A. s. sularum